# ريبيكا بيلينجهام
ريبيكا بيلينجهام (بالإنجليزية: Rebecca Bellingham)‏ هي لاعبة كرة الريشة نيوزيلندية، ولدت في 7 مارس 1978 في أوكلاند في نيوزيلندا.

## وصلات خارجية
- ريبيكا بيلينجهام على موقع BWF.tournamentsoftware.com (الإنجليزية)
- ريبيكا بيلينجهام على موقع BWFbadminton.com (الإنجليزية)
- ريبيكا بيلينجهام على موقع اللجنة الأولمبية النيوزيلندية (الإنجليزية)
- ريبيكا بيلينجهام على موقع اتحاد ألعاب الكومنولث (مؤرشف) (الإنجليزية)
- ريبيكا بيلينجهام على موقع اتحاد ألعاب الكومنولث (مؤرشف) (الإنجليزية)
- ريبيكا بيلينجهام على موقع دورة ألعاب الكومنولث 2006 (مؤرشف) (الإنجليزية)